# Boone (Virginia Occidental)
Boone es un área no incorporada ubicada en el condado de Fayette (Virginia Occidental), Estados Unidos. Está catalogada como un asentamiento humano por la Junta de Nombres Geográficos de los Estados Unidos.
El número de identificación (ID) asignado por el Servicio Geológico de Estados Unidos es 1556056.

## Geografía
Se encuentra a una altitud de 511 m s. n. m. (1676 pies) según el conjunto de datos de elevación nacional.